# شهرستان هواان
شهرستان هواان (به لاتین: Hua'an County) یک منطقهٔ مسکونی در چین است که در جانگجاو واقع شده‌است.